# Blombay
Blombay ist eine französische Gemeinde mit 130 Einwohnern (Stand 1. Januar 2022) im Département Ardennes in der Region Grand Est (bis 2015 Champagne-Ardenne). Sie gehört zum Arrondissement Charleville-Mézières und zum Gemeindeverband Vallées et Plateau d’Ardenne. Die Bewohner nennen sich Blombibocuciens.

## Geografie
Blombay liegt 23 Kilometer nordwestlich der Départementshauptstadt Charleville-Mézières an den südwestlichen Ausläufern der Ardennen. Zu Blombay gehört das Dorf Belzy auf 233 m.
Die angrenzenden Gemeinden sind Étalle im Norden, Chilly und Laval-Morency im Nordosten, L’Échelle im Südosten, Vaux-Villaine und Aubigny-les-Pothées im Süden, Cernion im Südwesten sowie Marby im Westen.
Durch den Norden des 9,74 km² großen Gemeindegebietes im Regionalen Naturpark Ardennes fließt die Sormonne, ein linker Nebenfluss der Maas. Das Areal der Gemeinde ist von Ackerflächen in leicht hügeligem Gelände geprägt. Im Norden finden sich kleinere Waldflächen (Bois de Godron).

## Bevölkerungsentwicklung
| Jahr      | 1962 | 1968 | 1975 | 1982 | 1990 | 1999 | 2011 | 2021 |
| --------- | ---- | ---- | ---- | ---- | ---- | ---- | ---- | ---- |
| Einwohner | 160  | 136  | 117  | 112  | 120  | 91   | 124  | 133  |

Im Jahr 1866 wurde mit 492 Bewohnern die bisher höchste Einwohnerzahl ermittelt. Die Zahlen basieren auf den Daten von cassini.ehess und INSEE.

## Sehenswürdigkeiten
- Kirche Saint-Remi aus dem Jahr 1874
- Oratorium
- Windmühle aus dem Jahr 1551, mit mehreren späteren Rekonstruktionen

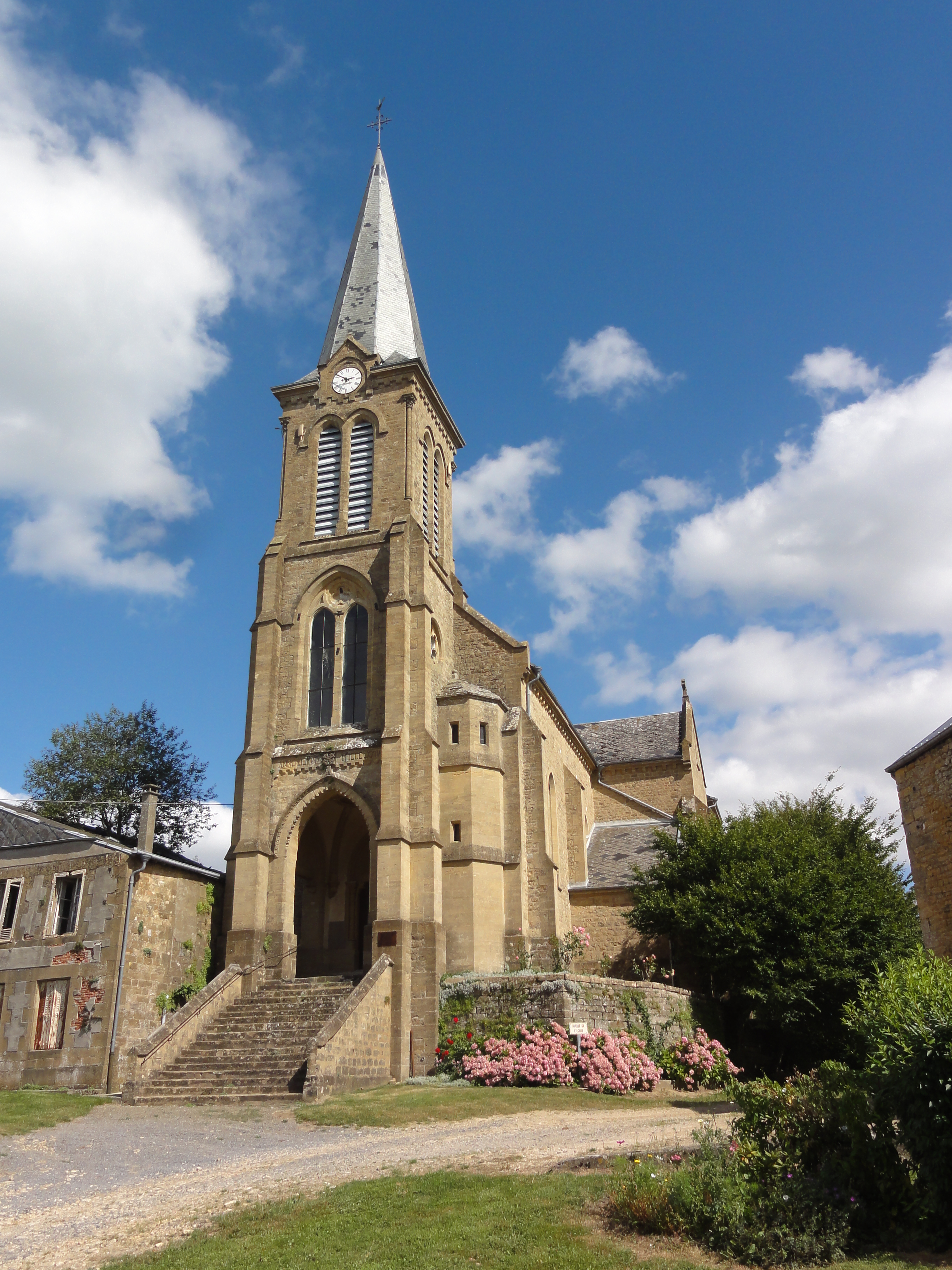
Kirche Saint-Remi
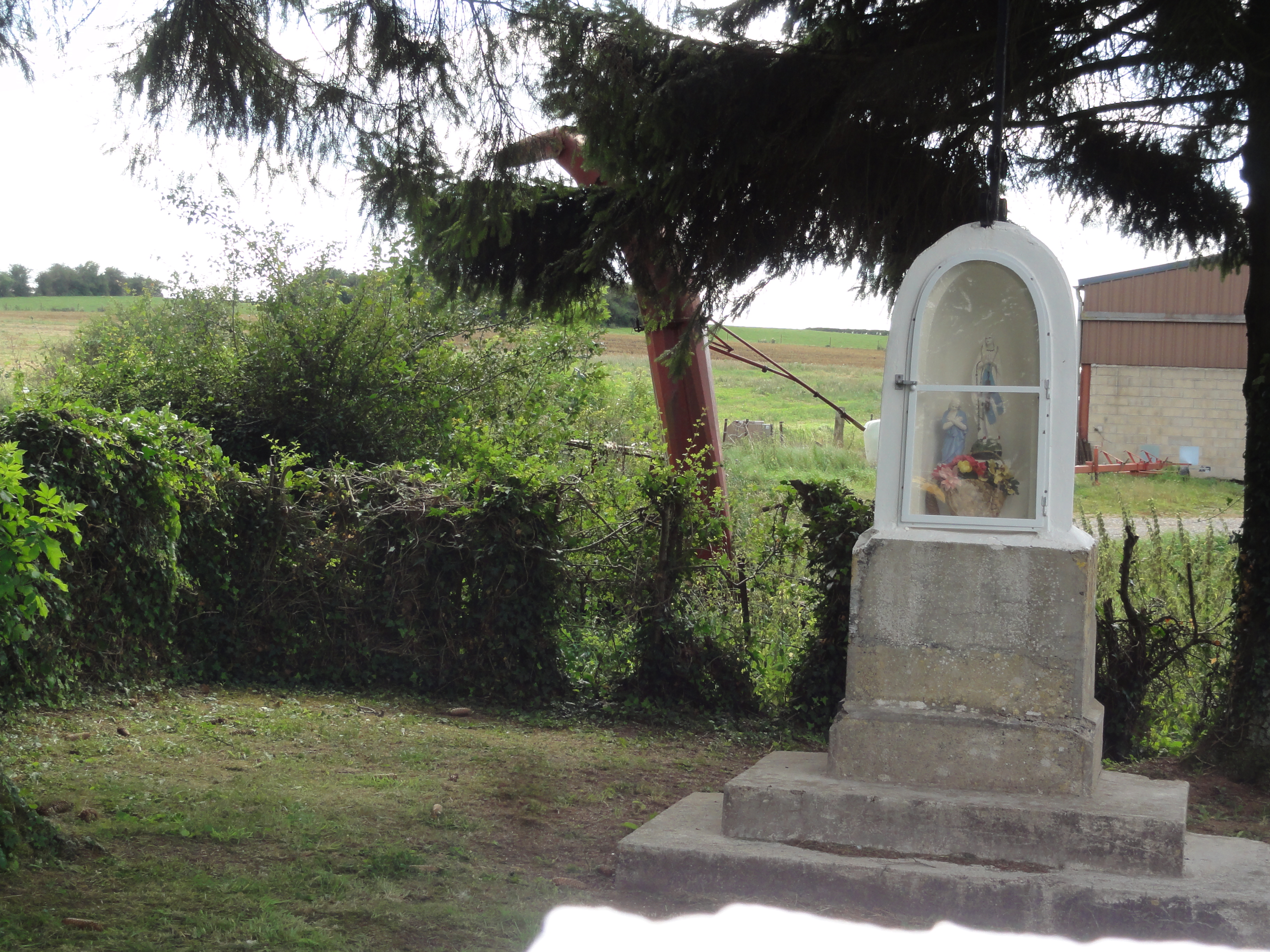
Oratorium
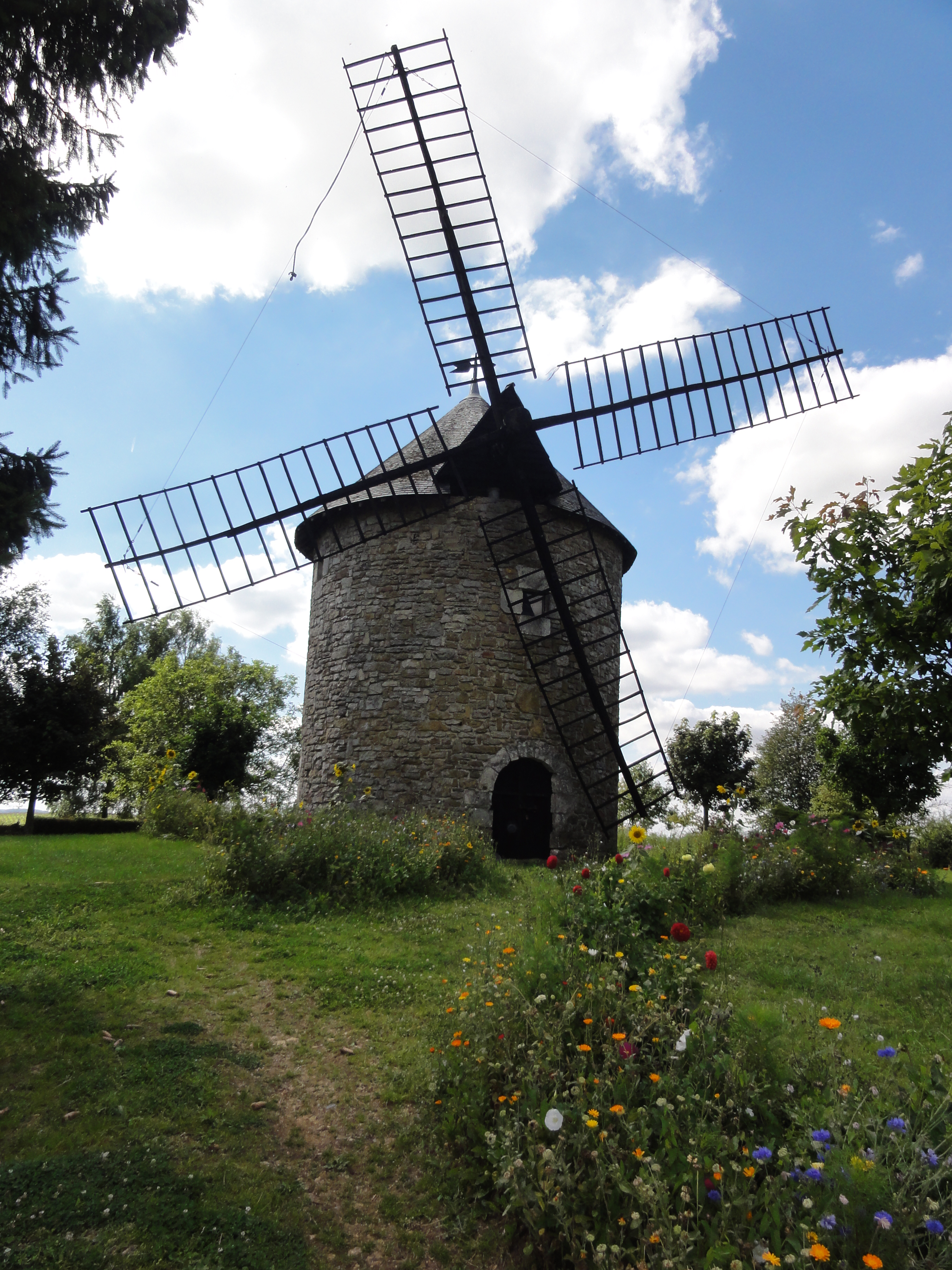
Windmühle

## Wirtschaft und Infrastruktur
In der Gemeinde sind acht Landwirtschaftsbetriebe ansässig (Getreideanbau, Milchwirtschaft, Rinderzucht).
Blombay ist durch Nebenstraßen mit seinen Nachbargemeinden verbunden. Bei Tremblois-lès-Rocroi, sechs Kilometer nordöstlich von Blombay, besteht ein Anschluss an die Autoroute A304 von Charleville-Mézières nach Rocroi. Der zwölf Kilometer entfernte Bahnhof in Liart lag an der Bahnstrecke Laon–Liart.

## Belege
1. ↑  Blombay auf cassini.ehess
2. ↑  Blombay auf INSEE
3. ↑  Landwirtschaftsbetriebe auf annuaire-mairie.fr (französisch)